# Морска патица
Морските патици (Lepas anatifera) са вид ракообразни от семейство Lepadidae.
Таксонът е описан за пръв път от Карл Линей през 1758 година.

## Подвидове
- Lepas anatifera anatifera